# Patanga succincta
La langosta de Bombay (Patanga succincta) es una especie de langosta perteneciente a la familia Acrididae que se encuentra en la India y el sudeste asiático. Por lo general es un insecto solitario, y solo en India ha exhibido una fase de enjambre. La última plaga de esta langosta fue en ese país entre 1901 y 1908 y no ha habido enjambres desde 1927. Se cree que el comportamiento de los insectos ha cambiado debido a las prácticas cambiantes en el uso de la tierra agrícola.

## Descripción
Las ninfas de la langosta de Bombay recién nacidas son verdes con manchas negras. Después de haber crecido y mudar su exoesqueleto varias veces, se vuelven más variables en color. Algunos son de color verde liso, y otros son de color marrón anaranjado o verde con una mancha negra en la base de cada rudimento alar. Los adultos inmaduros son al principio de color marrón pálido con una franja dorsal amarillenta y un protórax de color oscuro con dos bandas pálidas laterales. Después de seis a ocho semanas, el color general se vuelve más oscuro y cambia a un color rojo rosado, particularmente notable en las alas traseras. Cuando las langostas maduran al año siguiente, se vuelven de color marrón oscuro.

## Distribución y hábitat
La langosta de Bombay se encuentra en la India, el suroeste de Asia y el sudeste asiático. Su rango se extiende desde India y Pakistán hasta Tailandia, Malasia, Vietnam, Japón, Filipinas e Indonesia. Su hábitat de reproducción típico son las llanuras cubiertas de hierba y pastizales ásperos, cubiertos de maleza con arbustos y árboles dispersos en elevaciones de hasta aproximadamente 1500 metros. En la India, donde los enjambres eran comunes alguna vez, no ha habido enjambramientos desde 1927; se cree que esto se debe a un cambio en el uso de la tierra, y las áreas de pastizales en las que solía reproducirse ahora se cultivan en gran medida. En algunas otras partes de su área de distribución, donde no forma enjambres, se ha convertido en una plaga local importante después de la tala del bosque.

## Ciclo de vida
Al convertirse en adulto, la langosta de Bombay entra en una diapausa que dura toda la estación seca y fresca. Con la llegada de las lluvias, el insecto madura y comienza a reproducirse. En el sur de Japón, por ejemplo, permanece en diapausa de junio a marzo. Se ha demostrado que es el aumento de la duración del día en la primavera lo que desencadena el cambio al estado reproductivo. En India se reproduce en junio y julio, en Malasia en agosto y septiembre, y en Tailandia en marzo y abril.
Las hembras ponen de una a cuatro vainas, cada una con hasta 150 huevos, en suelo blando. Estos eclosionan de 4 a 8 semanas después, según la localidad, y las ninfas pasan por unos siete estadios durante un período de varios meses, antes de convertirse en adultos inmaduros. Hay una sola generación cada año. En Tailandia, las jóvenes ninfas se alimentan de pastos cortos, pero después de la tercera muda se trasladan a cultivos como el maíz. Por la mañana se alimentan a pleno sol en la parte superior de la planta, al mediodía se han mudado a lugares más frescos y sombreados, y por la noche se mueven hacia arriba nuevamente, reuniéndose en el lado soleado de la planta orientada al oeste. Los adultos inmaduros de las poblaciones no enjambradas se congregan en unas pocas plantas de maíz adyacentes, volando brevemente a otro lugar si se les molesta. Después de cosechar el maíz, regresan a los pastizales.

## Comportamiento de enjambre
La langosta de Bombay solo ha exhibido una vez comportamiento de enjambre en la India. La plaga más reciente duró de 1901 a 1908 y el último enjambre registrado fue en 1927, cuando los patrones de agricultura en la región habían cambiado. Durante el enjambre, los insectos pasaron el período frío de noviembre a marzo en las zonas boscosas de los Ghats occidentales. En mayo, cuando los vientos monzónicos comenzaron a soplar, se trasladaron hacia el noreste a Gujarat, Indore, Nagpur, Hyderabad y los Ghats orientales, cubriendo un área de 500 000 kilómetros cuadrados. Como las lluvias no llegaron en junio, la plaga continuó moviéndose con el viento, a veces hasta Orissa, Bihar y Bengala. A la llegada de las lluvias, los enjambres se separaron, las hembras pusieron sus huevos y los insectos murieron. Las vainas se depositaban típicamente en suelos arcillosos pesados en pastizales, campos de mijo quemados o las franjas de tierra sin sembrar entre los campos. Los huevos eclosionaron unas semanas más tarde, y a medida que los saltamontes crecieron y se convirtieron en adultos alados, se alimentaron de pastos o se trasladaron a cultivos de mijo maduros. Los vientos del noreste que soplaban en octubre y noviembre transportaron a los adultos inmaduros de regreso a los Ghats occidentales, principalmente alimentándose de día y moviéndose de noche.